# 버밍엄노스필드 (영국 의회 선거구)
버밍엄노스필드 (Birmingham Northfield)는 영국 의회의 하원에서 지역을 대표하는 버밍엄시의 선거구이다. 2019년부터 노동당의 게리 샘브루크가 지역구 의원을 맡고 있다.

## 역사
2015년 영국 총선 당시 노동당이 승리한 232개 지역구 가운데 2위 후보와의 표격차 순으로는 26번째인 경합지역구로 조사되었다.
1950년 신설 당시부터 2019년까지 노동당 의원만 당선되었으나 보수당 정권기였던 1979년부터 1992년까지는 보수당 의원이 당선되기도 했다. 그런 가운데서도 1982년 재보궐선거에서 노동당 후보가 당선되어 1년간 역임한 바 있었다. 1979년 당선된 조셀린 캐드베리 의원은 캐드베리가 출신으로 정계에 큰 영향력을 행사했다.
지역구 최고투표율은 1950년 총선의 84.7%이며, 최저투표율은 2001년 총선의 52.8%이다.

## 지역 정보
버킹엄시 최남단를 차지하는 지역구이다. MG 로버 그룹 공장이 있던 지역으로 수십년간 운영되며 지역 내 주요 일자리 제공처로 꼽혀 왔으나 2005년에 즈음하여 폐쇄되었고, 지금은 그 부지에 롱브리지타운 쇼핑구역이 조성되어 있다. 이밖에 노스필드 쇼핑센터, 대형병원 두 곳, 그리고 현재 폐쇄된 노스우스터셔 골프코스가 있다.
롱브리지 자동차공장이 폐쇄되던 2005년 영국 총선 당시 지역구 의원이던 리처드 버든은 적잖은 타격을 입었으나 표격차가 5.6%만 줄어든 채 재선에 성공하였다. 이후 2010년 총선에서도 2위와의 격차가 14.1% 정도 감소하였지만 당선권에 들었다.
2015년 영국 총선에서 버든 의원은 41.6% 득표율에 2,509표의 격차로 다시 한번 당선되었으나 버밍엄시 내에서는 가장 접전을 펼친 지역구로 기록되었다. 2년 뒤 2017년 조기 총선에서는 격차를 4,667표까지 끌어올렸으며 44,348표 득표, 53.2% 득표율로 당선되었다.
2019년 영국 총선에서 보수당의 게리 샘브루크 후보가 1,640표의 격차로 노동당으로부터 탈환에 성공하였다. 이는 1992년 총선 이래 27년 만의 일이었다.

## 구획
- 1950–1955년: 버밍엄 주급자치구 노스필드, 셀리오크, 월리[5]
- 1955–1974년: 버밍엄 주급자치구 킹스노턴, 노스필드, 월리
- 1974–1983년: 킹스노턴 제외, 롱브리지 편입
- 1983–1997년: 버밍엄시 바틀리그린, 롱브리지, 노스필드, 월리
- 1997–2010년: 바틀리그린 제외
- 2010년~: 킹스노턴 편입

2010년 잉글랜드 구획위원회는 버밍엄과 웨스트미들랜즈주 지역구 정기심의에서 노스필드 지역구에 킹스노턴 (버밍엄셀리오크)을 추가하기로 결정하였다.

## 역대 국회의원
| 선거 | 선거   | 의원            | 정당   | 비고 |
| ---- | ------ | --------------- | ------ | ---- |
|      | 1950년 | 레이먼드 블랙번 | 노동당 |      |
|      | 1951년 | 도널드 채프먼   | 노동당 |      |
|      | 1970년 | 레이 카터       | 노동당 |      |
|      | 1979년 | 조셀린 캐드베리 | 보수당 |      |
|      | 1982년 | 존 스펠라       | 노동당 |      |
|      | 1983년 | 로저 킹         | 보수당 |      |
|      | 1992년 | 리처드 버든     | 노동당 |      |
|      | 2019년 | 게리 샘브루크   | 보수당 |      |

## 선거

### 2010년대
| 선거                                                       | 선거 결과 | 선거 결과                                            | 후보            | 후보            | 정당   | 득표   | %     | ±%    |
| ---------------------------------------------------------- | --------- | ---------------------------------------------------- | --------------- | --------------- | ------ | ------ | ----- | ----- |
| 2019년 총선 유권자수: 73,694 투표수: 43,238 (58.7%) (-2.6) |           | 보수당 유지 과반 득표: 1,640 (3.8%) +7.2% 선회       |                 | 게리 샘브루크   | 보수당 | 19,957 | 46.3  | +3.6  |
| 2019년 총선 유권자수: 73,694 투표수: 43,238 (58.7%) (-2.6) |           | 보수당 유지 과반 득표: 1,640 (3.8%) +7.2% 선회       | 리처드 버든     | 노동당          | 18,317 | 42.5   | -10.7 |       |
| 2019년 총선 유권자수: 73,694 투표수: 43,238 (58.7%) (-2.6) |           | 보수당 유지 과반 득표: 1,640 (3.8%) +7.2% 선회       | 제이미 스콧     | 자유민주당      | 1,961  | 4.6    | +2.4  |       |
| 2019년 총선 유권자수: 73,694 투표수: 43,238 (58.7%) (-2.6) |           | 보수당 유지 과반 득표: 1,640 (3.8%) +7.2% 선회       | 키스 로         | 브렉시트당      | 1,655  | 3.8    |       |       |
| 2019년 총선 유권자수: 73,694 투표수: 43,238 (58.7%) (-2.6) |           | 보수당 유지 과반 득표: 1,640 (3.8%) +7.2% 선회       | 엘레너 마스터스 | 녹색당          | 954    | 2.2    | +0.3  |       |
| 2019년 총선 유권자수: 73,694 투표수: 43,238 (58.7%) (-2.6) |           | 보수당 유지 과반 득표: 1,640 (3.8%) +7.2% 선회       | 케네스 로리     | 영국 독립당     | 254    | 0.6    | 신인  |       |
| 2017년 총선 투표수: 44,348 (61.3%) (+1.9)                  |           | 노동당 유지 과반 득표: 4,667 (10.5%) +4.6 +2.3% 선회 |                 | 스티브 매케이브 | 노동당 | 23,596 | 53.2  | +11.6 |
| 2017년 총선 투표수: 44,348 (61.3%) (+1.9)                  |           | 노동당 유지 과반 득표: 4,667 (10.5%) +4.6 +2.3% 선회 | 모하메드 하프잘 | 보수당          | 18,929 | 42.7   | +7.0  |       |
| 2017년 총선 투표수: 44,348 (61.3%) (+1.9)                  |           | 노동당 유지 과반 득표: 4,667 (10.5%) +4.6 +2.3% 선회 | 로저 하머       | 자유민주당      | 959    | 2.2    | -1.0  |       |
| 2017년 총선 투표수: 44,348 (61.3%) (+1.9)                  |           | 노동당 유지 과반 득표: 4,667 (10.5%) +4.6 +2.3% 선회 | 엘레너 마스터스 | 녹색당          | 864    | 1.9    | -0.9  |       |
| 2015년 총선 투표수: 42,461 (59.4%) (+0.8)                  |           | 노동당 유지 과반 득표: 2,509 (5.9%) -0.8 -0.4% 선회  |                 | 리처드 버든     | 노동당 | 17,673 | 41.6  | +1.3  |
| 2015년 총선 투표수: 42,461 (59.4%) (+0.8)                  |           | 노동당 유지 과반 득표: 2,509 (5.9%) -0.8 -0.4% 선회  | 레이첼 맥린     | 보수당          | 15,164 | 35.7   | +2.1  |       |
| 2015년 총선 투표수: 42,461 (59.4%) (+0.8)                  |           | 노동당 유지 과반 득표: 2,509 (5.9%) -0.8 -0.4% 선회  | 키스 로         | 영국 독립당     | 7,106  | 16.7   | +13.4 |       |
| 2015년 총선 투표수: 42,461 (59.4%) (+0.8)                  |           | 노동당 유지 과반 득표: 2,509 (5.9%) -0.8 -0.4% 선회  | 스티브 헤인스   | 자유민주당      | 1,349  | 3.2    | -12.5 |       |
| 2015년 총선 투표수: 42,461 (59.4%) (+0.8)                  |           | 노동당 유지 과반 득표: 2,509 (5.9%) -0.8 -0.4% 선회  | 애나 마스터스   | 녹색당          | 1,169  | 2.8    | +1.8  |       |

## 같이 보기
- 버밍엄의 영국 의회 선거구

### 참조주
1. ↑  “Birmingham, Yardley: Usual Resident Population, 2011”. 《Neighbourhood Statistics》. Office for National Statistics. 2016년 3월 4일에 원본 문서에서 보존된 문서. 2015년 1월 30일에 확인함.
2. ↑  “Electorate Figures - Boundary Commission for England”. 《2011 Electorate Figures》. Boundary Commission for England. 2011년 3월 4일. 2010년 11월 6일에 원본 문서에서 보존된 문서. 2011년 3월 13일에 확인함.
3. ↑  List of Labour MPs elected in 2015 by % majority 보관됨 2017-06-27 - 웨이백 머신  UK Political.info.  Retrieved 2017-01-29
4. ↑  “OS Maps - online and App mapping system | Ordnance Survey Shop”. 《www.ordnancesurvey.co.uk》.
5. ↑  Craig, F.W.S., 편집. (1972). 《Boundaries of parliamentary constituencies 1985-1972》. Chichester, Sussex: Political Reference Publications. ISBN 0-900178-09-4.
6. ↑  “보관된 사본”. 2009년 11월 2일에 원본 문서에서 보존된 문서. 2022년 1월 1일에 확인함.
7. ↑  레이그 레이먼트의 연도별 국회의원 목록 (Leigh Rayment's Historical List of MPs) –  'N'로 시작하는 선거구 - part 2
8. ↑  “Birmingham Northfield Parliamentary constituency”. 《BBC News》. BBC. 2019년 12월 1일에 확인함.
9. ↑  “Parliamentary General Election Results December 2019”. Birmingham City Council. 2019년 12월 14일에 확인함.
10. ↑  “Election Data 2015”. Electoral Calculus. 2015년 10월 17일에 원본 문서에서 보존된 문서. 2015년 10월 17일에 확인함.
11. ↑  “Archived copy”. 2015년 4월 2일에 원본 문서에서 보존된 문서. 2015년 3월 27일에 확인함.